# Sankt Georgen am Kreischberg
Sankt Georgen am Kreischberg är en kommun i  distriktet Murau i förbundslandet Steiermark i Österrike. Kommunen bildades 1 januari 2015 genom en sammanslagning av kommunerna Sankt Georgen ob Murau och Sankt Ruprecht-Falkendorf.
Kommunen består av sex orter (Ortschaften) (inom parentes invånarantal 1 januari 2024):

- Bodendorf (176)
- Falkendorf (176)
- Lutzmannsdorf (162)
- Sankt Georgen ob Murau (322)
- Sankt Lorenzen ob Murau (599)
- Sankt Ruprecht ob Murau (245)